# Mar di Sicilia
Il Mar di Sicilia è una parte del Mediterraneo, situata tra la Sicilia e l'Africa.
Divide il Mediterraneo orientale da quello occidentale; a sua volta si divide nei canali di Sicilia, di Malta e di Pantelleria.
Plinio il Vecchio afferma che era detto "mare Siculo" il tratto di mar Mediterraneo compreso tra l'isola di Sicilia e Creta:
(Plinio il Vecchio, Naturalis historia, III 75)
Il mare di Sicilia ha una notevole attivita' vulcanica. Infatti isole come Pantelleria e Linosa sono di origine vulcanica. Inoltre vi sono alcuni vulcani sottomarini come Empedocle, che ha originato in alcune occasioni isole esistite solo alcuni anni, come l'isola Ferdinandea. 